# Die Arbeit (Deutschland)
Die Arbeit. Zeitschrift für Gewerkschaftspolitik und Wirtschaftskunde war eine zwischen 1924 und 1933 erscheinende Monatszeitschrift des Allgemeinen Deutschen Gewerkschaftsbundes. Im Gegensatz zum Verbandsblatt Gewerkschafts-Zeitung war sie das theoretische Organ des Bundes. 

## Gründung
Der Bedarf nach einer theoretisch ausgerichteten Zeitschrift der Gewerkschaftsbewegung war vor dem Ersten Weltkrieg gering. Die theoretischen Diskussionen fanden vornehmlich innerhalb der SPD und nicht in den praktisch orientierten Freien Gewerkschaften statt. Nach dem Krieg änderte sich dies. Es wuchs auch in Folge der neuen politischen und wirtschaftlichen Rahmenbedingungen und der wachsenden Aufgaben der Gewerkschaft der Bedarf nach einem wissenschaftlich-theoretischen Organ. 
Entsprechende Pläne wurden durch die deutsche Inflation aufgehalten. Nach der Stabilisierung konkretisierten sich die Ansätze. Auf einer Sitzung des Bundesausschusses im Januar 1924 wurde kritisiert, dass das Verbandsorgan Gewerkschafts-Zeitung nicht den Anforderungen an ein wissenschaftliches Organ entspreche. In der Folge wurde daher an der personellen und inhaltlichen Konzeption einer solchen Zeitschrift gearbeitet. Die Gründung der Zeitschrift Die Arbeit erfolgte im Juli 1924. Als Herausgeber fungierte Theodor Leipart. 

## Profil
Die Redaktionsleitung übernahm Lothar Erdmann. Die Zeitschrift verstand sich als Diskussionsforum für grundlegende theoretische, ökonomische und politische Fragen. Man versprach sich davon, die gewerkschaftlichen Aktivitäten auf eine wissenschaftlich fundierte Grundlage zu stellen. Die Zeitschriftengründung stand dabei im Zusammenhang mit der Ausweitung der Zahl der wissenschaftlichen Mitarbeiter im ADGB. 
Der Chefredakteur Erdmann verfasste selbst verschiedene Beiträge. Daneben konnte er damals bekannte Wirtschafts- und Sozialwissenschaftler gewinnen, in der Zeitschrift zu publizieren. In der ersten Ausgabe wurde betont, dass man nicht nur Beiträge aus den eigenen Reihen oder von der nahestehenden Sozialdemokratie bringen wolle, sondern es sollten auch gewerkschaftsunabhängige und kritische Experten zu Wort kommen. Man wollte sich bewusst von gewerkschaftsbürokratisch und parteipolitisch verengten Sichtweisen fernhalten.
Im Jahr 1925 hatte die Zeitschrift 4200 Abonnenten. Für ein Organ dieser Art war diese Zahl durchaus beachtlich. Anfangs gehörten zu den Beziehern insbesondere gewerkschaftliche Organisationen. Auf Grund der schlechten finanziellen Lage vieler Gewerkschaften mussten viele Organisationen den Bezug einstellen. Dies wurde durch die wachsende Zahl von Einzelabonnenten ausgeglichen. Gleichwohl konnte sich die Zeitschrift nicht selbst tragen. Sie blieb stets auf Zuwendungen des ADGB angewiesen.

## Position Erdmanns
Erdmann selbst kritisierte unter anderem die enge Verbundenheit der freien Gewerkschaften mit der SPD. In den Gewerkschaften sah er reformorientierte nationale Kräfte, während er die SPD als zu ideologisch und nicht national genug einschätzte. Mit derartigen Positionen hat er polarisiert. Von Bedeutung war, dass er 1925 die Diskussion des Begriffs der Wirtschaftsdemokratie neu angestoßen hat. Diese Ideen wurden später von Fritz Naphtali und anderen aufgenommen und erweitert. Erdmann, der in Hinsicht etwa auf Nation und Staat bürgerlich geprägt war, hatte den Vorteil eines gewissen Außenseiterblicks. So erkannte er deutlich, dass die auf die Arbeiterschaft begrenzte SPD ihr Potential weitgehend ausgeschöpft hatte. Er sprach sich daher für einen Kurs in Richtung einer Volkspartei aus. Auch mit anderen Aufsätzen hat Erdmann die Diskussionen angeregt. Insgesamt veröffentlichte er selbst nur eine begrenzte Zahl von Beiträgen, war er doch durch die Redaktionsarbeit und andere Pflichten daran gehindert. 

## Autoren
Unter den sonstigen Autoren waren führende Gewerkschafter in der Minderheit. Viele Beiträge stammten dagegen von Mitarbeitern des ADGB-Bundesvorstandes, von Redakteuren von Gewerkschaftszeitschriften oder Personen mit einem ähnlichen Hintergrund. Zu den Autoren zählten: Hans Arons, Bruno Gleitze, Wladimir Woytinsky, Robert Sachs, Franz Karl Meyer-Brodnitz, Walther Pahl, Clemens Nörpel, Bruno Broecker, Franz Josef Furtwängler, Richard Seidel, Franz Spliedt, Gertrud Hanna oder Walter Maschke. Einige standen der betont positiven Einstellung von Erdmann zu Staat und Nation nahe. 
Hinzu kamen renommierte externe Sozial- oder Wirtschaftswissenschaftler. Dazu zählte zunächst eine Reihe der Arbeiterbewegung nahestehender Autoren etwa aus dem Umfeld der von ADGB und SPD getragenen Forschungsstelle für Wirtschaftspolitik oder des Instituts für Weltwirtschaft der Universität Kiel. Dazu zählten etwa Fritz Naphtali, Fritz Baade, Alfred Braunthal, Gerhard Colm, Jacob Marschak, Hans Neisser, Adolf Löwe oder Adalbert Halasi. Aus dem Bereich des religiösen Sozialismus kamen der Professor Eduard Heimann oder Carl Mennicke. Autoren waren auch Theodor Geiger, Paul Hermberg und Annemarie Hermberg. Zu den bekanntesten Autoren gehörte Lujo Brentano. Auch Götz Briefs und John Maynard Keynes veröffentlichten in der Zeitschrift.

## Inhalte
Die Beiträge in der Zeitschrift waren ein Abbild der sozial- und wirtschaftspolitischen Debatten der 1920er und frühen 1930er Jahre. Dazu zählten die Debatten über die Sozialisierung oder Wirtschaftsdemokratie. Aber auch Lohn- und Währungsfragen, Betriebssoziologie, Fragen der Sozialversicherung, der Bildungs- und Agrarpolitik spielten eine Rolle. Zunehmend traten im Zuge der Weltwirtschaftskrise Themen wie Konjunkturfragen oder die Debatten zu Arbeitsbeschaffungsmaßnahmen hinzu. Nach 1930 wurde auch über den Aufstieg der NSDAP diskutiert.
Der von Theodor Geiger nach dem Erdrutschsieg der Nationalsozialisten bei der Reichstagswahl 1930 veröffentlichte Aufsatz Panik im Mittelstand gilt heute als Klassiker der Wahlforschung. 
Im Jahr 1931 veröffentlichte Die Arbeit den Aufsatz von Wladimir Woytinsky Aktive Weltwirtschaftspolitik. Darin forderte dieser unter anderem eine aktive Konjunkturpolitik. Unter anderem durch eine Politik des „deficit spending“ sollte eine staatliche Arbeitsmarktpolitik organisiert werden. Daraus entstand innerhalb der Zeitschrift eine kontroverse Debatte, an der sich unter anderem Fritz Naphtali prominent beteiligte. In veränderter Form war dies eine Grundlage des WTB-Plans der Gewerkschaften.
Das Ziel, Debatten anzustoßen, zeigt sich auch daran, dass neben den genannten religiösen Sozialisten auch Ernst Wilhelm Eschmann vom jungkonservativen Tat-Kreis in Die Arbeit veröffentlichen konnten. Dasselbe gilt für Robert Michels, der zu dieser Zeit dem italienischen Faschismus nahestand.
Neben den Aufsätzen gab es auch Buchrezensionen zur einschlägigen Fachliteratur. Es gab außerdem einen mit Rundschau der Arbeit überschriebenen Bereich, der aus zahlreichen Spezialrubriken etwa zu Gemeinwirtschaft und Wirtschaftsdemokratie, zur deutschen Gewerkschaftsbewegung und zu verschiedenen anderen Themenbereichen bestand. Ein Jahresregister erschloss die Zeitschrift. 

## Ende
Nach der Ernennung Hitlers zum Reichskanzler spiegelten sich die neuen politischen Verhältnisse zunächst meist nur indirekt in der Zeitschrift wider. Für die Aprilnummer – die auch die letzte Ausgabe der Zeitschrift war – schrieb Erdmann einen Artikel mit dem Titel Nation, Gewerkschaften und Sozialismus. Wieder kritisierte er den Pazifismus der SPD. Erdmann hoffte, wie andere Gewerkschafter auch, auf eine Zukunft der Gewerkschaften im nationalsozialistischen Staat. Er deutete den Verzicht auf den demokratischen Sozialismus zu Gunsten des nationalen Sozialismus an („Durch Sozialismus zur Nation“). 
Damit untermauerte er auf theoretischer Ebene den Kurs, den Theodor Leipart steuerte, um die Organisation der Gewerkschaften in das Dritte Reich herüber zu retten. Die Hoffnungen erwiesen sich angesichts der Zerschlagung der Gewerkschaften am 2. Mai als illusorisch. An diesem Tag wurde auch die Zentrale des ADGB besetzt und die anwesenden Mitarbeiter und Funktionäre wurden verhaftet. Erdmann war nicht unter den Verhafteten, verlor aber seine Anstellung. Viele Mitarbeiter der Arbeit sahen sich gezwungen, ins Ausland zu flüchten.